# One Night in My Life
One Night In My Life ist ein Album der Band Akasa, welches 1992 über das Label EastWest-Records veröffentlicht wurde, in Indien über das Sublabel Magnasound.
Vor seinem Erscheinen waren bereits das Titelstück und der Song Kamasutra als Vorab-Singles ausgekoppelt worden. Die Platte erhielt die Aufschrift Akasa and Sophiya, da die drei Titel Colour My Mind, Right Inside Your Love und Where There Is Love ohne Mitwirken der anderen Bandmitglieder eingespielt wurden. Neben Martyn Phillips waren Ian Stanley, Pascal Gabriel und Jon Marsh sowie Charles Pierre und Francis Usmar (als The Sumitomo Brothers) an der Produktion beteiligt. Auf dem Album sind drei Remixe enthalten, die zuvor auf den Singles erschienen waren.
Das Cover ist in Blau gehalten und zeigt die noch junge Sophiya Haque mit Hauptschmuck und in exzentrischer Kleidung mit einem Pfau. Es gibt optisch die orientalische Ausrichtung der enthaltenen Musik wieder. Nach dem Erscheinen des Albums setzte Haque ihre Karriere für MTV Asia und im Bereich Schauspiel und Fernsehmoderation fort.

## Titelliste
1. "One Night In My Life” – 3:27
2. “Kamasutra” – 3:36
3. „Colour My Mind“ – 4:31
4. „Right Inside Your Love“ – 5:30
5. „Where There Is Love“ – 3:29
6. „Sweet Is The Kiss“ – 5:19
7. „Shadows“ – 3:02
8. „One Night In My Life [It’s Time]“ – 4:29[6]
9. „Kama Sutra [Kama New Blues]“ – 5:15[5]
10. „One Night In My Life [Nectar Mix]“ – 6:29[6]